# Marek Czasnojć
Marek Czasnojć (ur. 14 października 1942 r. w Trokach) – polski fotografik, fotoreporter, marynista.

## Życiorys
Pochodzi z Wileńszczyzny. Jako swój pierwszy zawód obrał rybołówstwo dalekomorskie. Pływał przez na trawlerach i lugrotrawlerach szczecińskiego przedsiębiorstwa Gryf. W 1968 r. rozpoczął pracę w redakcji Głosu Szczecińskiego. Później (1975) przechodzi do tygodnika Czas. Jednocześnie ciągle współpracuje z miesięcznikiem Morze. Uczestniczył w licznych rejsach na statkach żaglowych w słynnych regatach wielkich żaglowców, z których pochodzą liczne zbiory zdjęć. Publikuje też szereg fotoreportaży ze świata (ze swych podróży do obu Ameryk, Puszczy Amazońskiej i wybrzeży Pacyfiku). Współpracuje z wieloma wydawnictwami w kraju i zagranicą m.in.: Arkady, PWN, Polska Agencja Interpress, KAW. Do roku 1998 był członkiem zwyczajnym Związku Polskich Artystów Fotografików i Stowarzyszenia Dziennikarzy Polskich - oba te związki opuścił z własnej woli, stając się artystą niezależnym.

### Publikacje (wybór)
- Barwy Morza,
- Świat Wielki Żagli,
- Największy nad Bałtykiem,
- Polska na Morzu,
- Morski Szczecin,
- Pomorze Zachodnie,
- Miasta: Szczecin, Bydgoszcz, Warszawa, Warszawa u progu trzeciego tysiąclecia.